# Budziska (Kuźnia Raciborska)

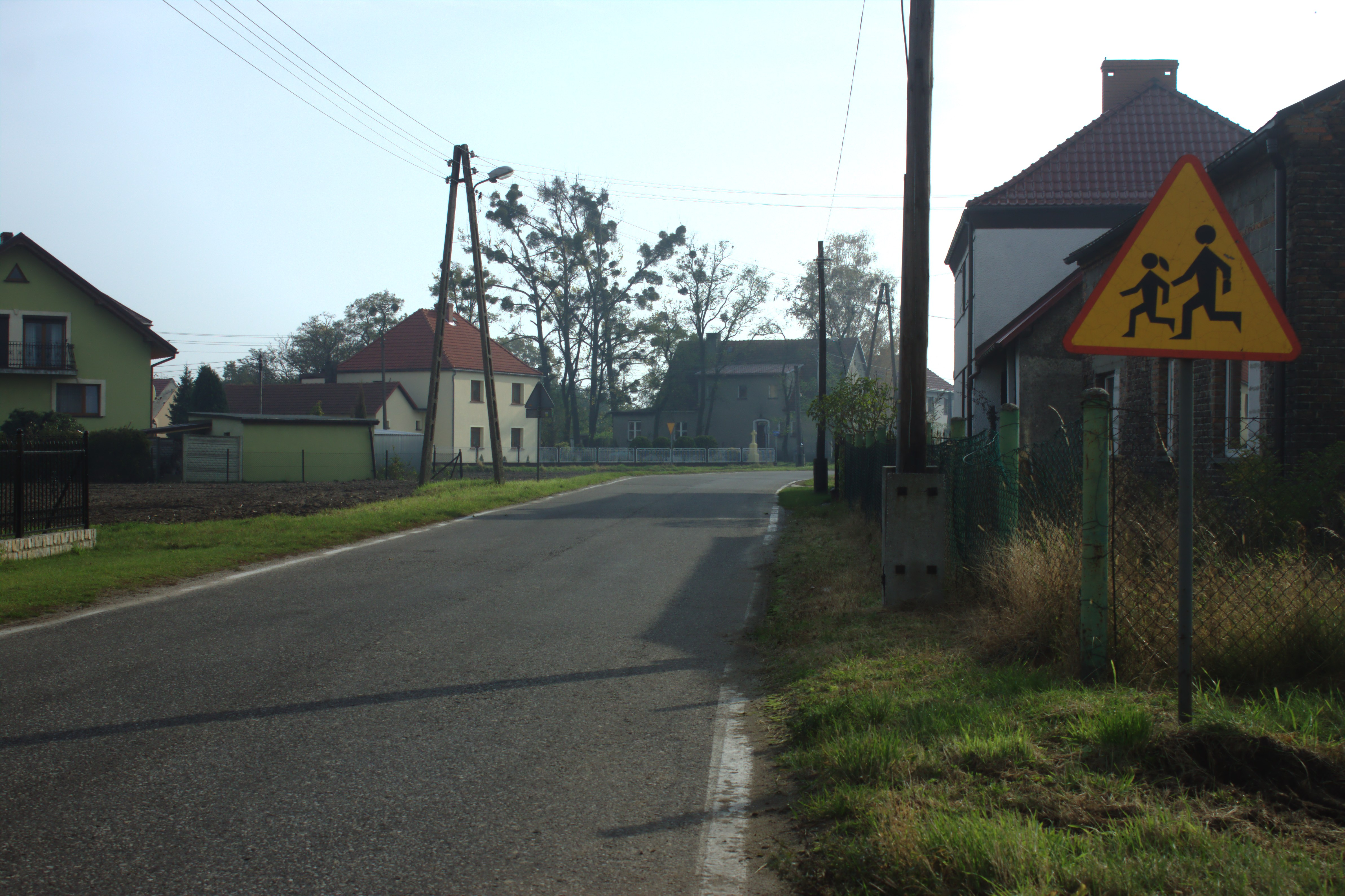
Ortsansicht (2016)

Budziska  (deutsch Budzisk, 1936–1945 Bachweiler) ist ein Dorf in der Gmina Kuźnia Raciborska im Powiat Raciborski der polnischen Woiwodschaft Schlesien. Das Dorf liegt im Odertal an der Ruda.

## Geographie
Das Dorf liegt mitten in einem Landschaftsschutzpark Park Krajobrazowy Cysterskie Kompozycje Krajobrazowe Rud Wielkich zwischen der Oder im Westen und Kuźnia Raciborska an der Nationalstraße 425 im Osten. Im Odertal sind durch Kiesabbau größere Baggerseen entstanden (Kopalnia Surowców Mineralnych). Die nächstgelegenen Siedlungen sind Ruda (NW), Siedliska (SO) und Turze (SW).

## Ortsname
1830 hat Johann Georg Knie in seiner Arbeit Alphabetisch-Statistisch-Topographische Uebersicht aller Dörfer, Flecken, Städte und andern Orte der Königl. Preuß. Provinz Schlesien mit zwei Namen benannt. Es war der deutsche Name Budzisk aber auch der polnische Name Budziska. Die ersten Einwohner des Dorfes haben Holzkohle in Kohlenmeiler gebrannt. Sie wohnten in kleinen Häusern, polnisch budy und von hier stammt auch der Ortsname Budzisk.

## Geschichte
Budzisk wurde im 17. Jahrhundert gegründet. Die Entstehung des Dorfes war mit der Entwicklung der Metallurgie in Ratiborhammer verbunden. Es gab Bedarf an Holzkohle, weswegen das Dorf erbaut wurde. Seit der Gründung von Budzisk waren die Polen hier in der Mehrheit, da sie als Arbeitskräfte hergekommen waren. Eine Volkszählung von 1910 ergab, dass in dem Dorf nur 3 Deutsche wohnten. In der Zwischenkriegszeit war Budzisk als „polnische Bastion“ bekannt. Bei der Volksabstimmung in Oberschlesien entschieden sich fast alle Einwohner für den Anschluss Schlesiens an Polen (96 Prozent). In den Jahren 1923 bis 1933 gab es in Budzisk eine polnische Minderheitenschule.